# Titanvråk
Titanvråk (Titanohierax gloveralleni) är en utdöd fågel i familjen hökar inom ordningen hökfåglar. Den är känd från subfossila lämningar på Kuba, Hispaniola och i Bahamas. Titanvråken var en jättelik vråk med en uppskattad vikt på 7,3 kg, jämförbart med de allra största nu levande örnarna. Fågelns närmaste släktingar är troligen svartvråkarna i Buteogallus. Dess vetenskapliga artnamn hedrar amerikanske ornitologen Glover Morrill Allen (1879-1942).